# Mato Grosso
|  | No s'ha de confondre amb Mato Grosso do Sul. |

Mato Grosso és un estat brasiler localitzat a l'oest de la regió Centre-Oest. Té com a límits: Amazonas, Pará (N); Tocantins, Goiás (E); Mato Grosso do Sul (S); Rondônia i Bolívia (O). Ocupa una superfície de 906.806,9 km². La capital és Cuiabá.